# Cortenova
Cortenova is een gemeente in de Italiaanse provincie Lecco (regio Lombardije) en telt 1285 inwoners (31-12-2004). De oppervlakte bedraagt 11,6 km², de bevolkingsdichtheid is 114 inwoners per km².

## Demografie
Cortenova telt ongeveer 522 huishoudens. Het aantal inwoners steeg in de periode 1991-2001 met 3,0% volgens cijfers uit de tienjaarlijkse volkstellingen van ISTAT.
| Jaar | Inwoneraantal |
| ---- | ------------- |
| 1991 | 1217          |
| 2001 | 1254          |

## Geografie
Cortenova grenst aan de volgende gemeenten: Crandola Valsassina, Esino Lario, Primaluna, Taceno.